# Rolf Clemens Wagner
Rolf Clemens Wagner (Hohenelbe, actualment Vrchlabí, Txèquia, 30 d'agost de 1944 - Bochum, 11 de febrer de 2014) va ser un activista polític alemany, militant de la segona generació de la Fracció de l'Exèrcit Roig (RAF).

## Trajectòria
Wagner es va iniciar en una formació d'esquerres de Frankfurt del Main i, posteriorment, va participar en la majoria de les accions de la segona generació de la RAF. En relació amb el segrest i assassinat de l'empresari i exoficial nazi Hanns Martin Schleyer, fonts d'investigació sospiten que hi va tenir un rol actiu entre l'agost i el setembre de 1977. L'11 de maig de 1978 va ser arrestat a Iugoslàvia, juntament amb Brigitte Mohnhaupt, Peter-Jürgen Boock i Sieglinde Hofmann, enfrontant-se amb el risc d'extradició a l'Alemanya Occidental. No obstant això, van ser alliberats perquè l'Alemanya Occidental va decidir no extradir-los per tal de no acceptar un intercanvi amb Iugoslàvia de vuit exiliats polítics de Croàcia que residien en territori alemany. Formalment, el 17 de novembre se'ls va autoritzar perquè volessin a un país de la seva elecció. Fruit d'aquesta situació es pensa que Wagner va viatjar al Iemen del Sud.
El 25 de juny de 1979, l'«escamot Andreas Baader», format per Wagner, Christian Klar, Werner Lotze i Susanne Albrecht, van prendre part en l'intent fallit d'assassinat del comandant suprem de l'OTAN, el general Alexander M. Haig, mitjançant la col·locació d'una mina terrestre de 10 quilograms en un pont del municipi való de Mons, a prop del llogarret d'Obourg, a través del qual circulava en cotxe. L'atemptat no va encertar l'objectiu i va causar ferides a tres dels seus guardaespatlles que anaven en un següent cotxe. El 19 de novembre d'aquell mateix any, va formar part de l'escamot que va assaltar el Banc Popular suís de Zuric, en el qual van resultar ferit de bala un policia i una vianant anomenada Edith Kletzhandler, una mestressa de casa suïssa de 56 anys, va rebre un tret mortal al coll.

## Detenció i alliberament
El 19 de novembre de 1979 va ser arrestat a Zuric i extradit a l'Alemanya Occidental. L'any 1985 va ser condemnat a dues penes de presó perpètua per assassinat, una d'elles pel segrest mortal contra Schleyer. La seva sentència es va estendre perquè un altre militant de la RAF, Werner Lotze, va fer una declaració implicant a Wagner en l'atac contra el general Haig, sent sentenciat a 12 anys més de presó. Entre el 27 de juliol i el 3 d'agost de 1994 va realitzar una vaga de fam, juntament amb els altres presos de la RAF Irmgard Möller, Manuela Happe, Eva Haule, Sieglinde Hofmann, Hanna Krabbe, Christine Kuby, Helmut Pohl, Heidi Schulz, Birgit Hogefeld, Rolf Heissler, Brigitte Mohnhaupt i Christian Klar, amb la demanda d'alliberament immediat d'Irmgard Moller, que portava 22 anys empresonada. El 10 de desembre de 2003, el president d'Alemanya Johannes Rau li va concedir l'amnistia, ja que després de 24 anys a la presó, Wagner en tenia 59 i es trobava en una situació delicada de salut.
Ja en llibertat, va treballar de cambrer i de guia turístic tot i que va també estar desocupat. El 17 d'octubre de 2007 va causar una forta controvèrsia quan va declarar en una entrevista al diari Junge Welt que: «Des de la perspectiva actual, alguns dels resultats de les nostres consideracions segueixen sent correctes. Com la decisió de segrestar Hanns Martin Schleyer. Amb la seva història de les SS com a líder de l'economia militar als territoris ocupats i la seva actual funció de tancament i president de la patronal, no va ser escollit per casualitat».
Part de la societat alemanya es va mostrar indignada pels comentaris de Wagner, com ara l'advocat penalista i polític de la Unió Demòcrata Cristiana d'Alemanya, així com exministre de Defensa de l'Alemanya Occidental, Rupert Scholz, qui va sol·licitar enjudiciar-lo de nou per haver comés presumptament «apologia del delicte» tant de discurs d'odi com de denigració de la memòria del difunt. Qui també va mostrar la seva indignació van ser el fill de Schleyer, Jörg, que va mostrar commoció per les declaracions i va manifestar al diari Bild que «per a tota la meva família això és una bufetada», i Elisabeth Pieler, la mare d'un guardaespatlles assassinat durant el segrest, que va percebre l'indult com un error i va dir que «s'hauria de tornar l'home a la presó immediatament». Addicionalment, el polític del Partit Socialdemòcrata d'Alemanya i president del comitè d'Interior, Sebastian Edathy, va anunciar públicament: «no m'imagino que Johannes Rau hagués indultat el senyor Wagner si li hagués dit això».